# Macabre (músico)
Martín Ariel González Carrera (Buenos Aires, 2 de enero de 1978), más conocido por su nombre artístico Macabre, es un músico, productor y DJ conocido por ser tecladista y productor de Catupecu Machu. Actualmente desarrolla varios proyectos entre los que se destaca Maleboux. También es miembro fundador del sello discográfico Brabacam. 

## Biografía
Luego de transitar por varias bandas de la escena under porteña a principios de los años 90, crea Totus Toss, banda en la que se desempeñó como bajista y compositor desde sus inicios hasta el año 2001. En paralelo se formó como técnico de sonido y estudió ingeniería en sistemas, carreras que lo impulsaron a la producción discográfica.
A fines del año 2001 se une a Catupecu Machu como tecladista y corista, sumándose a la banda en el inicio de la gira de su segundo álbum, Cuentos Decapitados.
Como productor ha participado en numerosos trabajos discográficos cumpliendo también en algunos de ellos, el rol de ingeniero de grabación y mezcla. Entre dichas producciones se destacan los 5 últimos trabajos de Catupecu Machu y el álbum de flamenco fusión Amphora, del guitarrista Mariano Manzella con el cual realizó la gira de presentación del mismo.
A su vez,  Macabre es miembro fundador del sello discográfico Brabacam, el cual reúne artistas como Amelita Baltar, Ariel Ardit, Vale Acevedo y Connie Isla entre otros.
A principios del 2017, con Catupecu Machu en receso, crea un nuevo proyecto denominado Maleboux orientado a un estilo más cercano a la pista de baile y desarrolla Lissajous Records, el ala especializada en ese género de la discográfica Brabacam t.  
También se desempeña como bajista, tecladista en vivo de Baltasar Comotto y productor en estudio.

## Discografía

### Totus Toss
- Totus Toss, 1995
- Proyecto Eliminación, 1996
- Compilación GEN 00, 2000
- Vuelo en Llamas, 2000

### Catupecu Machu
- Cuadros dentro de Cuadros , 2002
- El Numero Imperfecto, 2004
- Laberintos entre Aristas y Dialectos, 2007
- Simetria de Moebius, 2009
- El Mezcal y la Cobra, 2011
- 20 Años - El Grito Despues, 2014
- Madera Microchip, 2014
- La Piel del Camino, 2014

### Maleboux
- Perfume Solar, 2017
- Astrolavers, 2018
- Nectar, 2019
- Impar, 2019
- Silencio, 2022
- Contigo, 2022
- Salvaje, 2022

### Junto a DJ JMP
- Strong Enough, 2020

### Junto a Argerax (Backdoor)
- Can't Stop the Rock, 2020

## Obras de Teatro

### Los Abanicos de Chinchero (Obra con Mariana Astutti[10])
- Los Abanicos de Chinchero

## Bandas de Sonido (Películas)
- Ritmo 2x3 (Dir. Gonzalo Garcia Pelayo)
- Bruna (Dir. Gonzalo Garcia Pelayo)

## Videografía

### Catupecu Machu
- Eso vive, 2002
- Que sea Rock (tema inedito para el documental), 2007
- Íntimo e interactivo, 2008
- Aparecen cuando grabamos, 2011
- El grito después: La película, 2014
- El grito después: Escenarios, 2014

### Los Abanicos de Chinchero
- Los Abanicos de Chinchero[11] en el Cultural San Martin, 2021